# 1905 Ambartsumian
1905 Ambartsumian è un asteroide della fascia principale. Scoperto nel 1972, presenta un'orbita caratterizzata da un semiasse maggiore pari a 2,2235948 UA e da un'eccentricità di 0,1627779, inclinata di 2,61423° rispetto all'eclittica.